# Гурек
Гурек или Гурак (согд. Wγrk) — один из последних ихшидов Согдианы, правитель Согдианы и афшин Самарканда в период мусульманского завоевания Центральной Азии. В 710 году он взошёл на престол правителя Согдианы после того, как его предшественник Тархун был отстранён от власти самаркандской знатью за уступчивость арабам.

## Описание
Как сообщает историк ат-Табари, Тархун после отстранения вскоре был заключён в темницу и в отчаянии лишил себя жизни.

## Биография
После этих событий губернатор Омейядов, Кутейба ибн Муслим, выступил против Гурека и нанёс ему поражение под Самаркандом. В 712 году Деваштич, и другие местные согдийские правители, включая Гурека, признали власть Омейядского халифата после вторжения арабского генерала Кутейбы ибн Муслима.
В то время как Гурек пытался отстраниться от Омейядского сюзеренитета и попытался получить военную помощь от династии Тан, Деваштич оставался лоялен к Халифату. Ещё в 721 году Деваштич переписывался с новым губернатором Хорасана Абд аль-Рахманом ибн Нуаймом аль-Гамиди, который обращался к нему как царь Согдианы и правитель Самарканда, возможно, пытаясь заверить или вернуть его лояльность. Гурек был осторожным и разумным правителем; он долгое время смог держать баланс между Омейядским халифатом и Тюргешским каганатом, и остаться на своем троне. После того, как мусульмане проиграли в битве на перевале Тахтакарача в 731 году, ему удалось восстановить свою независимость и столицу в Самарканде. И он смог поддерживать это до своей смерти в 737 или 738 годах. Как известно из китайских источников, после его смерти царство было разделено между его родственниками Ту-хо — князь Кабудхан получил Самарканд, Ме-чуо стал царём Маямурга, а некий Ко-лопу-ло (который возможно был братом Гурека Афаруном) стал царём Иштыхана в 742 году.

## Образ в искусстве

### В кино
- «Зов предков: Согдиана» (1995, Хошим Гадо).